# Euscorpius carpathicus
Euscorpius carpathicus este o specie de scorpioni din familia Euscorpiidae. Este o specie semnalată și în România, în Subcarpații Buzăului, la nord și sud de orașul Râmnicu Vâlcea, în Valea Mureșului în apropiere de Deva  și în Parcul Porțile de Fier . Există 24 subspecii descrise, majoritatea cu statutul taxonomic neclar. Multe dintre subspecii au o distribuție geografică izolată. De exemplu, multe subspecii de pe insulele mediteraneene (Mallorca, Sardinia, Sicilia, Creta.) sunt endemice.

## Morfologie
Colorația acestei specii este foarte variată. Unii indivizi sunt negri, cu picioare galben-cafeniu și telsonul mai închis. Alții au corpul colorat în brun-maro. De aceea culoarea nu este folosită la identificarea speciei. Lungimea medie a adulților este de 10 mm, dar unele specimene ajung până la 35 - 45 mm. Este un scorpion tipic săpător cu pedipalpii dezvoltați, puternici, corpul e robust, picioare scurte și metasoma (coada) este scurtă și subțire.

## Dezvoltare
Larvele eclozate au o cuticulă albicioasă și moale. Imediat ele urcă pe spinarea mamei. Grija maternă (tolerarea larvelor pe spate) dispare aproximativ la o săptămână după prima năpârlire a larvelor, dar în unele cazuri poate fi prelungită. Rata de supraviețuire a larvelor ce locuiesc pe spinarea mamei este mai mare decât la juvenilii independenți .

## Ecologie
Aceast scorpion preferă diverse habitate, poate fi găsit atât pe litoral cât și în munți . Locuiește în păduri și printre stânci, în regiunile cu climă cald și temperată. Poate fi întâlnit și în localități și în locuințele umane. El sapă galerii unde se ascunde în timpul zilei, este activ noaptea. Se hrănește cu diferite insecte. Este un scorpion inofensiv pentru om, rareori își utilizează veninul .

## Răspândire
Euscorpius carpathicus se întâlnește în regiunea mediteraneeană: Africa de Nord, Asia Mică, Europa de Sud, Europa Centrală, Crimeea, insulele Baleare.
În iunie 2016, o echipă de cercetători români care includea absolvenți și doctoranzi ai Universității Alexandru Ioan Cuza a realizat o primă hartă a distribuției scorpionului românesc pe teritoriul României.